# Biokovo
Biokovo este o arie protejată (arie specială de conservare — SAC, sit de importanță comunitară — SCI) din Croația întinsă pe o suprafață de 19.327,1 ha, integral pe uscat.

## Localizare
Centrul sitului Biokovo este situat la coordonatele 45°20′08″N 17°38′01″E / 45.33557°N 17.63372°E.

## Înființare
Situl Biokovo a fost declarat sit de importanță comunitară în iulie 2013 pentru a proteja 1 specie de plante și 13 specii de animale. Situl a fost protejat și ca arie specială de conservare în septembrie 2019.

## Biodiversitate
Situată în ecoregiunea mediteraneană, aria protejată conține 12 habitate naturale: Pajiști alpine și subalpine calcaroase, Pajiști uscate din regiunea submediteraneeană estică (Scorzoneratalia villosae), Grohotișuri est-mediteraneene, Pante stâncoase calcaroase cu vegetație casmofită, Peșteri inaccesibile publicului, Pajiști alpine și boreale, Pajiști carstice calcaroase sau bazofile, de Alysso-Sedion albi, Pseudostepă cu ierburi și specii anuale de Thero-Brachypodietea, Păduri de pin (sub-) mediteraneene cu pini negri endemici, Formațiuni de Juniperus communis pe lande sau pajiști calcaroase, Matorral arborescenți cu Juniperus spp., Grohotișuri calcaroase și de șisturi calcaroase de la nivelul montan până la nivelul alpin (Thlaspietea rotundifolii).
La baza desemnării sitului se află mai multe specii protejate:
- plante (1): Arabis scopoliana
- mamifere (5): lupul (Canis lupus), Dinaromys bogdanovi, liliac cu aripi lungi (Miniopterus schreibersii), liliac cu urechi mari (Myotis bechsteinii), liliacul mic cu potcoavă (Rhinolophus hipposideros)
- nevertebrate (6): croitorul mare al stejarului (Cerambyx cerdo), Euplagia quadripunctaria, rădașcă (Lucanus cervus), croitorul cenușiu al stejarului (Morimus funereus), Proterebia afra dalmata, Rosalia alpina
- reptile (2): lacerta mosorensis (Dinarolacerta mosorensis), Elaphe situla

Pe lângă speciile protejate, pe teritoriul sitului au mai fost identificate 4 specii de plante, 1 specie de nevertebrate.